# Coupe d'Angleterre de football 1880-1881
Navigation
Coupe d'Angleterre 1879-1880 Coupe d'Angleterre 1881-1882
La Coupe d'Angleterre de football 1880-1881 est la 10e édition de la Coupe d'Angleterre de football.
Le Old Carthusians Football Club remporte sa première Coupe d'Angleterre de football au détriment du Old Etonians Football Club sur le score de 3-0 au cours d'une finale jouée dans l'enceinte du stade de Kennington Oval à Londres.

## Premier tour
| Club à domicile          | Score   | Club à l'extérieur      | Date             |
| ------------------------ | ------- | ----------------------- | ---------------- |
| Darwen FC                | 8-0     | Brigg Town FC           | 13 novembre 1880 |
| Reading FC               | 5-1     | Hotspur                 | 13 novembre 1880 |
| Sheffield FC             | 5-4     | Blackburn Olympic FC    | 30 octobre 1880  |
| Royal Engineers AFC      | 0-0     | Remnants                | 13 novembre 1880 |
| Remnants                 | 0-0     | Royal Engineers AFC     | 20 novembre 1880 |
| Marlow FC                | 6-0     | Clarence FC             | 30 octobre 1880  |
| Maidenhead FC            | 1-1     | Old Harrovians FC       | 13 novembre 1880 |
| Old Harrovians FC        | 0-1     | Maidenhead FC           | 20 novembre 1880 |
| Clapham Rovers FC        | 15-0    | Finchley                | 13 novembre 1880 |
| Upton Park FC            | 8-1     | Mosquitos               | 13 novembre 1880 |
| Pilgrims                 | forfait | Old Philberdians        |                  |
| Swifts FC                | 1-1     | Old Foresters FC        | 6 novembre 1880  |
| Old Foresters FC         | 1-2     | Swifts FC               | 20 novembre 1880 |
| Hertfordshire Rangers FC | 6-0     | Barnes FC               | 6 novembre 1880  |
| Rochester                | 1-2     | Dreadnought             | 13 novembre 1880 |
| Notts County             | 4-4     | Derbyshire              | 4 novembre 1880  |
| Derbyshire               | 4-4     | Notts County            | 27 novembre 1880 |
| Nottingham Forest        | Forfait | Caius College           |                  |
| Romford FC               | 1-1     | Reading Minster         | 13 novembre 1880 |
| Romford FC               | Forfait | Reading Minster         |                  |
| Grey Friars              | 0-0     | Windsor Home Park FC    | 13 novembre 1880 |
| Windsor Home Park FC     | 1-3     | Grey Friars             | 13 novembre 1880 |
| Brentwood Town FC        | 0-10    | Old Etonians FC         | 6 novembre 1880  |
| West End                 | 1-0     | Hanover United          | 6 novembre 1880  |
| Blackburn Rovers         | 6-2     | Sheffield Providence    | 30 octobre 1880  |
| St Peter's Institute     | 1-8     | Hendon FC               | 6 novembre 1880  |
| Aston Villa              | 5-3     | Wednesbury Strollers FC | 30 octobre 1880  |
| Stafford Road FC         | 7-0     | Spilsby                 | 6 novembre 1880  |
| Turton FC                | 5-0     | Brigg Brittania         | 5 octobre 1880   |
| Old Carthusians FC       | 7-0     | Saffron Walden Town FC  | 23 octobre 1880  |
| Acton                    | 1-1     | Kildare                 | 13 novembre 1880 |
| Kildare                  | 0-5     | Acton                   | 20 novembre 1880 |
| Calthorpe                | 1-2     | Grantham Town FC        | 11 novembre 1880 |
| Sheffield Wednesday      | Forfait | Queen's Park FC         |                  |
| Astley Bridge            | 4-0     | Eagley FC               | 30 octobre 1880  |
| Weybridge Swallows       | 3-1     | Henley FC               | 13 novembre 1880 |
| Reading Abbey            | 1-0     | St Albans               | 13 novembre 1880 |
| Rangers                  | Forfait | Wanderers FC            |                  |

## Second tour
| Club à domicile           | Score  | Club à l'extérieur  | Date             |
| ------------------------- | ------ | ------------------- | ---------------- |
| Grantham Town FC          | 1-1    | Stafford Road FC    | 11 décembre 1880 |
| Stafford Road FC          | 7-0    | Grantham Town FC    | 16 décembre 1880 |
| Reading FC                | 0-1    | Swifts FC           | 18 décembre 1880 |
| Sheffield FC              | 1-5    | Darwen FC           | 18 décembre 1880 |
| Royal Engineers           | 1-0    | Pilgrims            | 9 décembre 1880  |
| Marlow FC                 | 1-0    | West End            | 11 décembre 1880 |
| Clapham Rovers            | exempt |                     |                  |
| Old Etonians              | 2-0    | Hendon FC           | 4 décembre 1880  |
| Hertfordshire Rangers F.C | Exempt |                     |                  |
| Nottingham County         | Exempt |                     |                  |
| Nottingham Forest         | 1-2    | Aston Villa         | 4 décembre 1880  |
| Romford FC                | Exempt |                     |                  |
| Grey Friars               | 1-0    | Maidenhead FC       | 11 décembre 1880 |
| Blackburn Rovers          | 5-4    | Sheffield Wednesday | 18 décembre 1880 |
| Old Carthusians           | 5-1    | Dreadnought         | 11 décembre 1880 |
| Astley Bridge             | 0-3    | Turton FC           | 18 décembre 1880 |
| Weybridge Swallows        | 0-3    | Upton Park FC       | 18 décembre 1880 |
| Reading Abbey             | 2-1    | Acton               | 11 décembre 1880 |
| Rangers                   | Exempt |                     |                  |

## troisième tour
| Club à domicile          | Score  | Club à l'extérieur  | Date            |
| ------------------------ | ------ | ------------------- | --------------- |
| Darwen FC                | Exempt |                     |                 |
| Royal Engineers          | 6-0    | Rangers             | 9 février 1881  |
| Marlow FC                | Exempt |                     |                 |
| Clapham Rovers           | 2-1    | Swifts FC           | 8 janvier 1881  |
| Upton park FC            | Exempt |                     |                 |
| Hertfordshire Rangers FC | 0-3    | Old Etonians FC     | 5 février 1881  |
| Nottingham County        | 0-3    | Aston Villa FC      | 12 février 1881 |
| Romford FC               | 2-0    | Reading Abbey       | 12 février 1881 |
| grey Friars              | Exempt |                     |                 |
| Stafford Road FC         | Exempt |                     |                 |
| Turton FC                | 0-2    | Sheffield Wednesday | 8 janvier 1881  |

## Quatrième tour
| Club à domicile | Score | Club à l'extérieur  | Date            |
| --------------- | ----- | ------------------- | --------------- |
| Darwen FC       | 5-2   | Sheffield Wednesday | 5 février 1881  |
| Clapham Rovers  | 5-4   | Upton Park FC       | 12 février 1881 |
| Old Etonians    | 4-0   | Grey Friars         | 19 février 1881 |
| Romford FC      | 5-4   | Marlow FC           | 19 février 1881 |
| Aston Villa     | 2-3   | Stafford Road FC    | 19 février 1881 |
| Old Carthusians | 2-0   | Royal Engineers     | 19 février 1881 |

## Cinquième tour
| Club à domicile | Score | Club à l'extérieur | Date         |
| --------------- | ----- | ------------------ | ------------ |
| Darwen FC       | 15-0  | Romford FC         | 5 mars 1881  |
| Stafford Road   | 1-2   | Old Etonians FC    | 19 mars 1881 |
| Old Carthusians | 3-1   | Clapham Rovers     | 19 mars 1881 |

## Demi-finales
| Club à domicile | Score  | Club à l'extérieur | Date         |
| --------------- | ------ | ------------------ | ------------ |
| Old Etonians FC | Exempt |                    |              |
| Old Carthusians | 4-1    | Darwen FC          | 26 mars 1881 |

## Finale
| Titulaires : |  |
| |  |
| Leonard Gillett Walter Norris Elliott Colvin James F. M. Prinsep Joseph Vintcent Walter Hansell Lewis Richards Willam Page Edward Wynyard Edward Hagarty Parry Alexander Todd |  |

| Titulaires : |  |
| |  |
| John Rawlinson Charles Foley Thomas French Arthur Kinnaird R. Bryan Farrer Reginald Macaulay Harry Goodhart Herbert Whitfeld Philip Novelli William Anderson John Chevallier |  |

| Titulaires : |  |
| |  |
| Leonard Gillett Walter Norris Elliott Colvin James F. M. Prinsep Joseph Vintcent Walter Hansell Lewis Richards Willam Page Edward Wynyard Edward Hagarty Parry Alexander Todd |  |

| Titulaires : |  |
| |  |
| John Rawlinson Charles Foley Thomas French Arthur Kinnaird R. Bryan Farrer Reginald Macaulay Harry Goodhart Herbert Whitfeld Philip Novelli William Anderson John Chevallier |  |